# Le Souffle de la liberté
Pour plus de détails, voir Fiche technique et Distribution.
Le Souffle de la liberté (Andrea Chénier) est un melodramma strappalacrime franco-italien réalisé par Clemente Fracassi et sorti en 1955.
C'est une adaptation de l'opéra Andrea Chénier d'Umberto Giordano (dont le film reprend la musique) sur un livret de Luigi Illica inspiré par la vie d'André Chénier (1762-1794).

## Fiche technique
- Titre français : Le Souffle de la liberté[1]
- Titre original italien : Andrea Chénier[2]
- Réalisateur : Clemente Fracassi
- Scénario : Clemente Fracassi, Anna Gobbi, Jacques Rémy d'après le livret de Luigi Illica inspiré par la vie d'André Chénier
- Photographie : Piero Portalupi (it)
- Montage : Mario Bonotti (it)
- Musique : Giulio Cesare Sonzogno d'après l'œuvre d'Umberto Giordano
- Décors : Flavio Mogherini
- Costumes : Marcel Escoffier
- Production : Riccardo Gualino, Antonio Mambretti, Pierre Gurgo-Salice
- Sociétés de production : Cigno Film, Lux Film, Compagnie Cinématographique de France
- Pays de production :  France •  Italie
- Langue originale : italien
- Format : Couleur par Technicolor - 1,96:1 - Son mono - 35 mm
- Durée : 110 minutes
- Genre : Melodramma strappalacrime
- Dates de sortie :
  - Italie : 28 décembre 1955
  - France : 9 avril 1957
- Affiche : Gilbert Allard (France)

## Distribution
- Michel Auclair : André Chénier
- Antonella Lualdi : Madeleine de Coigny
- Raf Vallone : Gérard
- Rina Morelli : la mère de Chénier
- Sergio Tofano : Luigi Chénier
- Denis d'Inès : Comtesse de Coigny
- Mario Mariani : Maria Giuseppe Chenier
- Maria Zanoli : la gouvernante de la maison Chénier
- Piero Carnabuci : Comte de Coigny
- Franca Mazzoni : Comtesse de Coigny
- Alfredo Bianchini : « Incroyable »
- Michael Tor : l'ambassadeur britannique à Paris
- Antonio Pierfederici : Robespierre
- Franco Castellani : Danton
- Marco Guglielmi : accusateur public
- Angelo Galassi : président du tribunal
- Valeria Montesi : Idia Le Gray
- Marianna Liebl : dame de la chasse
- Claude Beauclair : Louis
- Charles Fawcett : l'ambassadeur français à Londres
- Catherine Valnay : Bersy
- Nando Cicero